# Kirk Myers
Kirk Myers (Blue Springs, Misuri, 3 de marzo de 1979) es un instructor físico estadounidense reconocido por entrenar a celebridades como Taylor Swift, Justin Bieber, Adam Levine, Hugh Jackman y varias de las modelos de Victoria's Secret en sus gimnasios Dogpound de New York y Los Ángeles.
Hasta sus 21 años vivió con un importante sobrepeso y tras sufrir una severa enfermedad cardíaca volcó su vida hacia el deporte y la nutrición, logrando bajar casi 60 kilos en dos años. En el proceso descubrió su pasión por ayudar al cuidado de la salud y el bienestar físico.
Tras comenzar un exitoso camino como entrenador en Kansas, Myers cayó en una etapa de alcohol y drogas que lo llevaron nuevamente a terapia intensiva. Refugiado en su familia y en el Kundalini yoga encaminó su vida en New York donde fue haciéndose de una distinguida clientela que poco a poco lo convirtió en uno de los entrenadores más requeridos del país. 

## Formación y vida profesional
Durante toda su infancia y juventud Kirk Myers fue un chico con sobrepeso. Alimentado a base de comida chatarra llegó a pesar más de 140 kilos. "Era difícil encontrar ropa que me entrara", recuerda.
A los 21 años, mientras estudiaba en la Universidad de Misuri, dormía alrededor de 18 horas al día y tenía unos niveles anormales de baja energía. Un examen médico de emergencia reveló que tenía una insuficiencia cardíaca congestiva por lo que estuvo internado durante 11 días en terapia intensiva.
Desde ese momento su vida dio un giro de 180 grados un drástico giro en su vida hacia el deporte. En ese momento descubrió su pasión por la nutrición, el bienestar físico y la docencia.
El dueño de un gimnasio en Kansas City le enseñó a hacer ejercicios y a alimentarse apropiadamente. Con disciplina y fuerza de voluntad en dos años logró moldear su físico hasta bajar a 77 kilogramos.

### El comienzo de su carrera
Luego  de graduarse en  la universidad, obtuvo su primera certificación como entrenador personal. Tras su radical cambio Myers comenzó a dar consejos, enseñar nutrición y fitness a sus amigos y allegados. Así su clientela creció hasta que a sus 25 años se encontró con un próspero negocio personal llamado Kirk Fitness.

### Recaída
Con el éxito llegaron los malos hábitos. Su personalidad adictiva resultó nociva en salidas nocturnas que implicaban el consumo de alcohol y drogas.
A la edad de 30 años, la condición cardíaca de Myers había regresado. Fue durante este tiempo cuando se mudó a Memphis y se quedó con su hermana Susan y sus hijos para sanar. Tenía lo que describiría como un "despertar espiritual". 
El refugio en su familia lo ayudó inmensamente, ya que pudo recuperarse lo suficiente como para tener un nuevo comienzo en la ciudad de Nueva York.

### El nacimiento de Dogpound
Myers decidió iniciar Kirk Myers Fitness a fines de marzo de 2013, emprendimiento que gradualmente aumentó su clientela a través del boca a boca. La primera celebridad fue Hugh Jackman quien llegó a través de dos clientes que estaba entrenando. “Conocían a su guardaespaldas. ... Y entonces me presentaron y los entrené una vez y les gustó, así que siguieron reservando sesiones".
Pronto se le unieron Tom Farley, quien era el presidente de la Bolsa de Nueva York y varios otros "miembros" nuevos. El grupo comenzó a entrenar junto y como Jackman llevaba su perro a las sesiones, tomaron el nombre de "Dogpound" ("Perrera", en inglés).  
Hoy Myers entrena a unos 300 clientes de una lista repleta de estrellas: los miembros incluyen modelos de Victoria's Secret, celebridades como Ryan Seacrest y atletas profesionales como Conor Dwyer. Para ingresar a The Dogpound se tiene que conocer a un cliente existente y esperar en la lista de más de 100 personas que aguardan su lugar.
En 2018, Myers fue nominado para el Premio Greatmats National Fitness Trainer of the Year 2018. El premio está diseñado para reconocer a los formadores que han demostrado servicio, integridad y calidad para tener un impacto positivo en la vida de sus clientes y la comunidad en general.